# Associazione Sportiva Dilettantistica Latina Basket
El Latina Basket, conocido por motivos de patrocinio como Benacquista Assicurazioni Latina, es un equipo de baloncesto italiano con sede en la ciudad de Latina, Lacio. Compite en la Serie A2 Oeste, la segunda división del baloncesto en Italia. Disputa sus partidos en el PalaBianchini, con capacidad para 2.500 espectadores.

## Nombres
- Universo Latina

(1998-2000)
- Cuomo Latina

(2000-2004)
- Ass Basket Latina

(2004-2005)
- Cuomo Latina

(2005-2007)
- Benacquista  Ass Latina

(2007-2008)
- Basket Latina

(2008-2010)
- A.S.D. Latina Basket

(2010-)

## Posiciones en Liga
- 2009 - (1-A Dil)
- 2010 - (16-Lega2)
- 2011 - (9-DNA)
- 2012 - (4-DNA)
- 2013 - (16-DNA)
- 2014 - (1-DNB)
- 2015 - (14-A2 Silver)
- 2016 - (12-A2 Oeste)

## Palmarés
- Campeón Grupo C DNB (2014)
- Campeón Grupo B Liga Regular Serie A Dilettanti (2009)

## Jugadores destacados
| - Pavel Bosak - Marco Di Salvatore - Kyle Austin - Courtney Eldridge - Anthony Fisher |  | - Drake Reed - Theron Smith - / Manuel Carrizo - / Marcelo Damiao - / K. C. Rivers |